# Rottnest
Rottnest Island (av holländskans rattenest, "råttbo") är en ö utanför Perths hamnstad Fremantle i den australiska delstaten Western Australia. Ön ligger 19 kilometer från fastlandet och är elva kilometer lång i öst-västlig riktning och som mest fem kilometer bred. Namnet på ön kommer av de quokkor som lever på ön. När den flamländske sjökaptenen Willem de Vlamingh landsteg i december 1696 trodde han att dessa små pungdjur var råttor, och han döpte ön därefter.
Aboriginer från noongarstammen bebodde platsen, som de kallar Wadjemup, för cirka 7 000 år sedan, men ön var obebodd när européerna anlände. Med början 1838 användes ön av den brittiska kolonialmakten som fängelse för medlemmar av urbefolkningen.
När så fängelset stängde 1920 dröjde det inte länge innan ön blev en populär badort för Perths och Fremantles befolkning. Ön är i det närmaste fri från biltrafik, och cykling är en populär aktivitet på Rottnest Island.